# What About Me (Haddaway-dal)
A What About Me című dal a trinidad-német származású Haddaway kimásolt első kislemeze Let's Do It Now című 3. stúdióalbumáról, mely 1997-ben jelent meg. Slágerlistás helyezést a 24. helyen érte el Ausztriában.

## Megjelenések
CD Maxi  Németország COCONUT  74321 42091 2
1. What About Me (Radio Version) - 4:09
2. What About Me (Extended Version) - 5:45
3. What About Me (Sonic Piracy Mix) - 3:40
4. What About Me (Haddboys Mix) - 4:02

## Slágerlista
| Slágerlista (1997)           | Legjobb helyezés |
| ---------------------------- | ---------------- |
| Ausztria (Ö3 Austria Top 40) | 24               |

## Közreműködők
- Mix: Christoph Schick, Sonic Piracy, Alan Branch, Haddaway
- Háttérének: Jay Henry
- Zenei programok: Simon Monday